# Onze-Lieve-Vrouw Geboortekerk (Sittard)
De Onze-Lieve-Vrouw Geboortekerk is de parochiekerk van de wijk Broeksittard in de Nederlands-Limburgse stad Sittard, gelegen aan In de Camp 1.

## Geschiedenis
Hier stond al eerder een kapel, die in 1697 werd verbouwd. Deze moest wijken voor de nieuwe kerk.
De huidige kerk is een driebeukig basilicaal kerkgebouw, uitgevoerd in baksteen. Rechts van de voorgevel bevindt zich een vierkante bakstenen toren die gedekt wordt door een tentdak. De kerk werd in 1934 gebouwd en architect was Jos Wielders. Hoewel de buitenkant traditionalistisch oogt, neigt het interieur naar expressionisme. Het is uitgevoerd in schoon metselwerk en bevat spitsbooggewelven die dan weer van troggewelfjes zijn voorzien.
In de apsis is een muurschildering in pasteltinten aangebracht, die de verering van Maria verbeeldt. Louis van den Essen vervaardigde de glas-in-loodvensters.
Het orgel is van 1942 en werd vervaardigd door Verschueren.